# Undead Unluck
Undead Unluck (アンデッドアンラック?, Andeddo Anrakku) è un manga scritto e disegnato da Yoshifumi Tozuka, serializzato sulla rivista Weekly Shōnen Jump di Shūeisha dal 20 gennaio 2020 al 27 gennaio 2025. I capitoli sono stati raccolti in 27 volumi tankōbon pubblicati dal 3 aprile 2020 al 4 aprile 2025.
Un adattamento anime prodotto da TMS Entertainment e animato da David Production è stato trasmesso dal 6 ottobre 2023 al 22 marzo 2024.

## Trama
Fuuko Izumo è una ragazza che ha vissuto da sola per dieci anni a causa di un misterioso potere che le consente di portare sfortuna a chiunque la tocchi, e dopo aver finito di leggere la sua serie di manga preferita decide di suicidarsi. Viene, però, fermata da Undead, un uomo con incredibili capacità rigenerative che gli impediscono di morire ma che desidera la migliore morte possibile. Dopo aver scoperto l'abilità di Fuuko, Undead (soprannominato dalla giovane come Andy) decide di seguirla e proteggerla finché non attirerà su di lui una tale sfortuna da riuscire a ucciderlo e porre fine alla sua lunga vita. I due, in seguito, finiscono per unirsi a un'organizzazione segreta chiamata Unione dove svolgono diverse missioni che andranno a modificare il destino del mondo.

## Terminologia
- Negatori: persone con la capacità di negare alcune regole del mondo, con i nomi che presentano il prefisso "Un-". Con il risveglio dell'abilità segue una tragedia, causata dalla sua improvvisa attivazione, che segna la vita del portatore; inoltre, alla morte del Negatore, l'abilità verrà immediatamente trasferita a un'altra persona. Il potere dell'abilità non è assoluto e varia a seconda dell'interpretazione del Negatore che la utilizza, essendo legata all'anima, con le precedenti esperienze impresse inconsciamente in essa.
- UMA: acronimo di "Unidentified Mysterious Animals" (Creature misteriose non identificate), sono esseri di aspetto ultraterreno che incarnano una regola specifica imposta al mondo da Dio, da cui derivano le loro abilità, e venendo classificate in Tipo Fenomeno e Tipo Concetto. Ognuna può imporre il proprio dominio entro un certo raggio, utilizzando la propria prole (definiti "piccoli") per accedere a una nuova forma denominata Fase 2. Possiedono un nucleo che è la loro vera forma, di aspetto sferico e con la faccia dell'UMA sopra, e distruggerlo è l'unico modo per ucciderle veramente; ridotti a questa forma, inoltre, perdono l'accesso a tutte le loro capacità fisiche e forza e possono solo saltare e mordere, pur mantenendo i propri poteri. Tra le UMA ce ne sono alcune denominate Master Rules, ognuna scelta dopo ogni attivazione del Ragnarok e aggiunte automaticamente nei successivi loop, dotate di un potere assoluto tale che, pur venendo distrutte, la loro regola non scomparirà mai. Attualmente, poiché si tratta del 101° ciclo, esistono 100 Master Rules, con le prime dieci che sono le più forti di tutte, dotate di sembianze umane e poste in uno spazio all'interno del Sole chiamato Master Room, una controparte della Tavola Rotonda dell'Unione.
- Artefatti: oggetti misteriosi ma potenti creati da Luna, dotati di diversi punti di forza in base a ciò che sono. Possono potenziarsi a seconda della forza mentale ed emotiva di chi li impugna, innescando anche un'evoluzione in alcuni casi, e alcuni di essi contengono i ricordi dei precedenti loop.

## Media

### Manga
Undead Unluck è scritto e disegnato da Yoshifumi Tozuka. Un capitolo one-shot è stato pubblicato su Weekly Shonen Jump di Shūeisha nel gennaio 2019. Il manga è stato serializzato dall'8 ° numero del 2020 di Weekly Shōnen Jump il 20 gennaio 2020. La serie si è conclusa il 27 gennaio 2025. Shūeisha ha raccolto i suoi capitoli in singoli volumi tankōbon . Il primo volume è stato pubblicato il 3 aprile 2020. Al 4 aprile 2025 sono stati pubblicati 27 volumi.
In Italia la serie è stata annunciata ad agosto 2021 da Panini Comics che la pubblica sotto l'etichetta Planet Manga dall'11 novembre successivo.

#### Volumi
| Nº | Titolo italiano Giapponese 「Kanji」 - Rōmaji | Data di prima pubblicazione             | Data di prima pubblicazione                                                                 |
| Nº | Titolo italiano Giapponese 「Kanji」 - Rōmaji | Giapponese                              | Italiano                                                                                    |
| 1  | Undead & Unluck 「不死と不運」 - Andeddo Anrakku | 3 aprile 2020 ISBN 978-4-08-882310-2    | 11 novembre 2021 ISBN 978-88-287-6302-4 (ed. regolare) ISBN 978-88-287-6304-8 (ed. variant) |
| 1  | Capitoli - 1. Undead & Unluck (不死と不運?, Andeddo Anrakku) - 2. UNION (UNION?) - 3. Tu che cosa neghi? (お前は何を否定する?, Omae wa nani o hitei suru) - 4. Come usare la mia sfortuna (私の不運の使い方?, Watashi no fūn o tsukai kata) - 5. Tu quale scegli? (あなたはどっち？?, Anata wa dotchi?) - 6. Come immaginavo, tu non cambi mai (やっぱりアナタは変わらない?, Yappari anata wa kawaranai) - 7. Cambiamo (変わろうぜ?, Kawarō ze) |                                         |                                                                                             |
| 2  | Noi neghiamo 「我々は否定する」 - Wareware wa Hitei Suru | 4 giugno 2020 ISBN 978-4-08-882330-0    | 3 febbraio 2022 ISBN 978-88-287-6494-6                                                      |
| 2  | Capitoli - 8. Ti piaccio, se cambio? (変わる私は好きですか？?, Kawaru watashi wa sukidesu ka) - 9. Noi neghiamo (我々は否定する?, Wareware wa hitei suru) - 10. Questo è il costume che voglio indossare (これが私の着たい服?, Kore ga watashi no kosuchūmu) - 11. Longing (Longing?) - 12. SPOIL (SPOIL?) - 13. Revenge (リベンジ?, Ribenji) - 14. Dream (ドリーム?, Dorīmu) - 15. Truth (トゥルース?, Turūsu) - 16. Victhor (VICTHOR?, Vikutōru) |                                         |                                                                                             |
| 3  | Finché non muoio io, non si riparerà 「俺が死ぬまで治らない」 - Ore ga Shinu Made Naoranai | 4 settembre 2020 ISBN 978-4-08-882404-8 | 31 marzo 2022 ISBN 978-88-287-6534-9                                                        |
| 3  | Capitoli - 17. Exam (エグザム?, Eguzamu) - 18. Return (リターン?, Ritān) - 19. Result (リザルト?, Rizaruto) - 20. Giù le mani dal pianeta Terra (この地球に手を出すな?, Kono hoshi ni te o dasu na) - 21. Finché tu sei lì, non cederò mai (そこにいるなら何度だって?, Soko ni irunara nando datte) - 22. Qual è meglio? (どっちがいいのかな?, Docchi ga ī no kana) - 23. Finché non muoio io, non si riparerà (俺が死ぬまで治らない?, Ore ga shinu made naoranai) - 24. Una persona insostituibile (かけがえのない人?, Kakegae no nai hito) - 25. Se i nostri corpi tornassero normali (普通の身体に戻れたら?, Futsū no karada ni modoretara) |                                         |                                                                                             |
| 4  | Revolution 「Revolution」 | 4 dicembre 2020 ISBN 978-4-08-882472-7  | 19 maggio 2022 ISBN 978-88-287-6669-8                                                       |
| 4  | Capitoli - 26. Nemmeno con un dito (指一本だって?, Yubi ippon datte) - 27. A morire sarai tu (死ぬのはお前だ?, Shinu no wa omaeda) - 28. Crimson Bullet (紅蓮弾?, Kurimuson Baretto) - 29. UNDER (UNDER?) - 30. Quindi, lasciate che io (だからボクを?, Dakara boku o) - 31. Revolution (REVOLUTION?) - 32. UNBELIEVABLE (UNBELIEVABLE?) - 33. La sfortuna è dalla nostra parte (不運がついてる?, Fuun ga tsuiteru) - 34. Questo mondo sarà sempre (この世はいつだって?, Kono yo wa itsu datte) |                                         |                                                                                             |
| 5  | Se non dimentico 「忘れなければ」 - Wasurenakereba | 4 marzo 2021 ISBN 978-4-08-882549-6     | 14 luglio 2022 ISBN 978-88-287-1792-8                                                       |
| 5  | Capitoli - 35. Questo mondo è (この世界は?, Kono sekai wa) - 36. Non sono sola (一人じゃない?, Hitori janai) - 37. Undead + Unluck (アンデッド+アンラック?, Andeddo + Anrakku) - 38. Anno Un (安野雲?, Anno Un) - 39. Posso disegnare i manga anche senza la mano sinistra (左手なくても漫画は描ける?, Hidarite nakute mo manga wa kakeru) - 40. Andy? (アンディ？?, Andi?) - 41. Me ne frego del dolore (痛みなんざどうでもいい?, Itami nanzadou demo ī) - 42. Se non dimentico (忘れなければ?, Wasurenakereba) - 43. DEADLINE (DEADLINE?) |                                         |                                                                                             |
| 6  | Arrivo da te 「君に伝われ」 - Kimi ni tsutaware | 30 aprile 2021 ISBN 978-4-08-882596-0   | 15 settembre 2022 ISBN 978-88-287-1852-9                                                    |
| 6  | Capitoli - 44. Undead VS Undead (不死VS不死?, Andeddo VS Andeddo) - 45. Unluck Bullet (不運弾?, Anrakku Baretto) - 46. Ci vediamo nel presente (現在で会おう?, Ima de aou) - 47. Akira Kuno (九能 明?, Kunō Akira) - 48. Una storia che io non conosco (ボクの知らない物語?, Boku no shiranai monogatari) - 49. È nostro (こっちのもんだ?, Kocchi no monda) - 50. Lo affido a voi (任せたよ?, Makaseta yo) - 51. Eroe (ヒーロー?, Hīrō) - 52. Arrivo da te (君に伝われ?, Kimi ni tsutaware) |                                         |                                                                                             |
| 7  | Tetsuzanko 「鉄山靠」 - Tetsuzankō | 2 luglio 2021 ISBN 978-4-08-882713-1    | 10 novembre 2022 ISBN 978-88-287-2611-1                                                     |
| 7  | Capitoli - 53. Hai del tè? (紅茶はあるかい？?, Kōcha wa aru kai?) - 54. Speranza (希望?, Kibō) - 55. Usa le tue regole (己が理で?, Onore ga ri de) - 56. Perché tu credi (Because You Believe?) - 57. Jingcai (精彩?, Seisai) - 58. Gli occhi del drago (龍の目?, Ryū no me) - 59. Tetsuzanko (鉄山靠?, Tetsuzankō) - 60. Verità (真実?, Shinjitsu) - 61. Interesse (興味?, Kyōmi) |                                         |                                                                                             |
| 8  | Vado e torno 「行ってくる」 - Itte kuru | 4 ottobre 2021 ISBN 978-4-08-882796-4   | 9 febbraio 2023 ISBN 978-88-287-4155-8                                                      |
| 8  | Capitoli - 62. Undead e Untruth (不死と不真実?, Andeddo to Antourūsu) - 63. Il mio adorato... (私の大好きな?, Watashi no daisukina) - 64. Come adesso (今の僕が?, Ima no boku ga) - 65. Ti ringrazio (感謝します?, Kansha shimasu) - 66. È questa la verità (それが真実?, Sore ga shinjitsu) - 67. Fuochi d'artificio (花火?, Hanabi) - 68. Vado e torno (行ってくる?, Itte kuru) - 69. Mi accerterò (確かめるんだ?, Tashikameru nda) - 70. Spring (春?, Haru) |                                         |                                                                                             |
| 9  | Amare 「好きって」 - Suki tte | 3 dicembre 2021 ISBN 978-4-08-882874-9  | 13 aprile 2023 ISBN 978-88-287-4971-4                                                       |
| 9  | Capitoli - 71. Amare (好きって?, Suki tte) - 72. Un amore sincero (誠実?, Seijitsu) - 73. Fatti sotto (上等だ?, Jōtōda) - 74. Che l'operazione abbia inizio (作戦開始?, Sakusen kaishi) - 75. Sapete cosa fare (任せたぜ?, Makaseta ze) - 76. Alla velocità della luce (光の速さに?, Hikari no hayasa ni) - 77. On your mark... (On your mark?) - 78. Set, go!! (Set Go!!?) - 79. Malgrado ciò, io (なのに俺は?, Nanoni ore wa) |                                         |                                                                                             |
| 10 | Li terrò a mente 「心にかけて」 - Kokoro ni kakete | 4 marzo 2022 ISBN 978-4-08-883035-3     | 8 giugno 2023 ISBN 978-88-287-5017-8                                                        |
| 10 | Capitoli - 80. Ti sono mancato? (寂しいな?, Sabishī na) - 81. Uno contro uno (一対一?, Ichi tai ichi) - 82. Dare un'occhiata (視てくれよ?, Mite kure yo) - 83. Le vite che scommetterai (賭ける命は?, Kakeru inochi wa) - 84. Giochiamo!! (遊ぼうよ?, Asobou yo) - 85. Primo round (一本目?, Ippon-me) - 86. La mia armatura non... (私の鎧は?, Watashi no yoroi wa) - 87. Secondo round (二本目?, Nihon-me) - 88. Li terrò a mente (心にかけて?, Kokoro ni kakete) |                                         |                                                                                             |
| 11 | La morte delle stagioni 「死季」 - Shi ki | 2 maggio 2022 ISBN 978-4-08-883096-4    | 10 agosto 2023 ISBN 978-88-287-5639-2                                                       |
| 11 | Capitoli - 89. Terzo round (三本目?, Mitsumoto-me) - 90. Branco di Negator scemi (否定者諸君?, Hitei-sha shokun) - 91. Vai a giocare (遊んで来い?, Asonde koi) - 92. Buon gusto (粋?, Iki) - 93. La canzone della primavera (春ノ歌?, Haru no uta) - 94. La morte delle stagioni (死季?, Shi ki) - 95. Salto (越えろ?, Koero) - 96. Anima (靈魂?, Reikon) - 97. Maledetto bastardo!! (クソヤロー?, Kusoyarō) |                                         |                                                                                             |
| 12 | Restart 「リスタート」 - Risutāto | 4 luglio 2022 ISBN 978-4-08-883162-6    | 9 novembre 2023 ISBN 978-88-287-7518-8                                                      |
| 12 | Capitoli (traduzioni letterali dei titoli) - 98. Restart (リスタート?, Risutāto) - 99. Salvami Dio (助けて神様?, Tasukete kamisama) - 100. Hard Mode (ハードモード?, Hādo Mōdo) - 101. Regulation (レギュレーション?, Regyurēshon) - 102. Regolatore (調整者?, Chōsei-sha) - 103. Negatore vs Regolatore (否定者对調整者?, Hitei-sha toi Chōsei-sha) - 104. Il tuo potere (お前の力は?, Omae no chikara wa) - 105. Yosoro (ヨーソロー?, Yōsorō) - 106. C'è sempre la ragione umana (人の理はいつだって?, Hito no rūru wa itsu datte) |                                         |                                                                                             |
| 13 | R.I.P. 「レクイエスカット イン パーチェ」 - Rekuiesukatto in Pāche | 2 settembre 2022 ISBN 978-4-08-883228-9 | 11 gennaio 2024 ISBN 978-88-287-7796-0                                                      |
| 13 | Capitoli - 107. Confuse (Confuse?) - 108. Reason (Reason?) - 109. R.I.P. - Rest in Peace (レクイエスカット イン パーチェ?, Rekuiesukatto in Pāche) - 110. Dio della Morte (死神?, Shinigami) - 111. ENTRUST (ENTRUST?) - 112. ROOM 25 (ROOM 25?) - 113. FORGET (FORGET?) - 114. Ichico Nemuri (イチコ=ネムリ?, Ichiko Nemuri) - 115. Don't leave me (Don't Leave Me?) |                                         |                                                                                             |
| 14 | Andy 「アンディ」 - Andi | 2 dicembre 2022 ISBN 978-4-08-883386-6  | 14 marzo 2024 ISBN 978-88-287-8343-5                                                        |
| 14 | Capitoli - 116. Che la tua anima sia la tua spada (劍魂一擲?, Kentama itteki) - 117. FORGIVE (FORGIVE?) - 118. Definizione (定め?, Sadame) - 119. Dio della Morte (超えられなければ?, Koe rarenakereba) - 120. Più facile del previsto (楽でいいな?, Rakude ī na) - 121. Scorrettezza (不公平?, Fukōhei) - 122. Sei fatta così (そんなキミだから?, Son'na kimi dakara) - 123. RESET (RESET?) - 124. Andy (アンディ?, Andi) |                                         |                                                                                             |
| 15 | LOOP ~Time to Go~ 「LOOP ~Time to Go~」 | 3 febbraio 2023 ISBN 978-4-08-883425-2  | 30 maggio 2024 ISBN 978-88-287-9037-2                                                       |
| 15 | Capitoli - 125. 11 minuti (11分?, 11-pun) - 126. ADVENT (ADVENT?) - 127. Luna e Sun (月と太陽?, Tsuki to taiyō) - 128. Strict Defense (Strict Defense?) - 129. I Tesori Sacri (心器?, Jinki) - 130. Per il tuo bene (お前の為なんだ?, Omae no tamena nda) - 131. Grazie (ありがとう?, Arigatō) - 132. LOOP ~Time to Go~ (LOOP ~Time to Go~?) - 133. Roadmap (Roadmap?) |                                         |                                                                                             |
| 16 | Se fosse stato quello che conosco io 「私が知ってるあなたなら」 - Watashi ga shitteru anatanar | 2 maggio 2023 ISBN 978-4-08-883491-7    | 11 luglio 2024 ISBN 978-88-287-9246-8                                                       |
| 16 | Capitoli (traduzioni letterali dei titoli) - 134. Se fosse stato quello che conosco io (私が知ってるあなたなら?, Watashi ga shitteru anatanara) - 135. Psycho Pod (Psycho Pod?) - 136. Non cambierà mai (変わらない?, Kawaranai) - 137. Fintantoché resteranno immutati (変わらなければ?, Kawaranakereba) - 138. Initiative (Incentive?) - 139. Meeting (Meeting?) - 140. Metamorfall (変化の秋?, Henka no aki) - 141. Face to Face (Face to Face?) - 142. Face off (Face Off?) |                                         |                                                                                             |
| 17 | Horizon 「Horizon」 | 4 luglio 2023 ISBN 978-4-08-883565-5    | 12 settembre 2024 ISBN 978-88-287-9779-1                                                    |
| 17 | Capitoli - 143. You can't avoid this! (You can't avoid this!?) - 144. Next Ring (Next Ring?) - 145. IN THE WAR (IN THE WAR?) - 146. Camelia Sasanqua per tre (三參花?, Sazanka) - 147. RUN-IN (RUN-IN?) - 148. Third Dog (三番目の犬?, San-banme no inu) - 149. You see me now? (You see me now??) - 150. No more war! (No more war!?) - 151. Horizon (Horizon?) |                                         |                                                                                             |
| 18 | Welcome to Earth 「Welcome to Earth」 | 4 ottobre 2023 ISBN 978-4-08-883664-5   | 14 novembre 2024 ISBN 979-12-21902-96-9                                                     |
| 18 | Capitoli - 152. Gun Fight (Gun Fight?) - 153. Fair Play (Fair play?) - 154. Select (Select?) - 155. A quanto pare, siete nei guai (お困りのようだな?, O komari no yōda na) - 156. Right Stuff (Right Stuff?) - 157. Save You (Save You?) - 158. Don't think. Feel (Don't think, Feel?) - 159. Entruster (Entruster?) - 160. Welcome to Earth (Welcome to Earth?) |                                         |                                                                                             |
| 19 | Stupido figlio 「馬鹿息子」 - Baka musuko | 4 dicembre 2023 ISBN 978-4-08-883786-4  | 23 gennaio 2025 ISBN 979-12-21908-52-7                                                      |
| 19 | Capitoli - 161. Tenraisai (天擂祭?, Tenraisai) - 162. Generazione dopo generazione (師々尊々?, Maemae sōsō) - 163. Bad Road (凶運ノ道?, Baddo Rōdo) - 164. L'ultima prova (最後の試練は?, Saigo no shiren wa) - 165. La te di adesso (今のあなたは?, Ima no anata wa) - 166. Untruth (不真実?, Fu shinjitsu) - 167. Stupido figlio (馬鹿息子?, Baka musuko) - 168. Ciò che ho sempre desiderato (憧れの?, Akogareno) - 169. Andare a scuola (学校って?, Gakkō tte) |                                         |                                                                                             |
| 20 | Sono riuscito a muovermi 「動けたんだ」 - Ugoketa nda | 2 febbraio 2024 ISBN 978-4-08-883816-8  | 13 marzo 2025 ISBN 979-12-21913-63-7                                                        |
| 20 | Capitoli - 170. Voglio muovermi (動きたいんだ?, Ugokitai nda) - 171. Quindi io... (だからボクは?, Dakara boku ha) - 172. Sono riuscito a muovermi (動けたんだ?, Ugoketa nda) - 173. Quello di adesso (今のアイツは?, Ima no aitsu wa) - 174. Un principe charmant (白馬の王子様?, Hakuba no ōji-sama) - 175. RIP (RIP?) - 176. È per questo motivo che io... (その為にオレは?, Sono tame ni ore wa) - 177. Iniziamo (始めよう?, Hajimeyou) - 178. Quella ferita (その傷は?, Sono kizu wa) |                                         |                                                                                             |
| 21 | Un minuto 「一分」 - Ichibu | 2 maggio 2024 ISBN 978-4-08-884020-8    | 8 maggio 2025 ISBN 979-12-21918-77-9                                                        |
| 21 | Capitoli - 179. TRUST (TRUST?) - 180. Mi spiace (悪ぃな?, Warii na) - 181. Un minuto (一分?, Ichibu) - 182. Sunspot (黒点?, Kokuten) - 183. In tre (三人で?, San'nin de) - 184. Bankara (バンカラ?, Bankara) - 185. Buon appetito (おあがりよ?, O agari yo) - 186. Senpen Banka (千変番華?, Senpen Banka) - 187. Soul Boost (魂再生?, Souru Būsuto) |                                         |                                                                                             |
| 22 | Beast 「Beast」 | 2 agosto 2024 ISBN 978-4-08-884130-4    | 10 luglio 2025 ISBN 979-12-21923-74-2                                                       |
| 22 | Capitoli - 188. La stessa persona immortale (同じ不死?, Onaji hito) - 189. Julia (ジュリア?, Juria) - 190. La persona che ammiro (憧れの人?, Akogareno hito) - 191. Difesa disperata (Top=Bull=Sparx?) - 192. Survival of the fittest (Survival of the Fittest?) - 193. Unstoppable VS Unluck (不停止vs不運?, Futeishi vs fuun) - 194. Beast (Beast?) - 195. On your mark!! (On your mark!!?) - 196. Set!!! (Set!!!?) |                                         |                                                                                             |
| 23 | 「Language」 | 4 ottobre 2024 ISBN 978-4-08-884208-0   | 9 ottobre 2025                                                                              |
| 23 | Capitoli (traduzioni letterali dei titoli) - 197. Ready!!! (Ready!!!?) - 198. Go!!!! (Go!!!!?) - 199. Language (Language?) - 200. Riconquistare il terreno perduto (捲土重来?, kendo jūrai) - 201. Regola mortale Shiritori (死理取り?, Shiritori) - 202. Le nuvole si separano, appare il drago (雲蒸竜変?, Unjō ryū-hen) - 203. Mente sana, corpo forte (文武両道?, Bunburyōdō) - 204. Sentimenti indelebili, parole indimenticabili (得意不忘言?, Tokui fubō gen) - 205. Vecchi progetti, nuove idee (覧古考新?, Ran ko kōshin) |                                         |                                                                                             |
| 24 | 「約束」 - Yakusoku | 4 gennaio 2025 ISBN 978-4-08-884390-2   | —                                                                                           |
| 24 | Capitoli (traduzioni letterali dei titoli) - 206. ENGAGE (ENGAGE?) - 207. Un'altra volta (もう一度?, Mōichido) - 208. Potrebbe essere (もしかして?, Moshikashite) - 209. Spingilo (クソ喰らえ?, Kuso kurae) - 210. UNISON (UNISON?) - 211. UNCHASTE (UNCHASTE?) - 212. LIVE＠LIVE (LIVE＠LIVE?) - 213. Recollection (Recollection?) - 214. Promessa (約束?, Yakusoku) |                                         |                                                                                             |
| 25 | 「RAGNAR0K」 | 4 febbraio 2025 ISBN 978-4-08-884393-3  | —                                                                                           |
| 25 | Capitoli (traduzioni letterali dei titoli) - 215. Rehearsal (Rehearsal?) - 216. Enunciato -expression- (発言-expression-?, Hatsugen -expression-) - 217. Touch On Now (Touch On Now?) - 218. Inizio morto (死動?, Shi dō) - 219. Bentornato (おかえり?, Okaeri) - 220. Adesso, dai (さぁ?, Sa) - 221. Ciclo errato (凶界輪廻?, Baddo Rūpu) - 222. RTA (RTA?, Riaru Taimu Attakku)) - 223. RAGNAR0K (RAGNAR0K?) |                                         |                                                                                             |
| 26 | 「Re member」 | 4 aprile 2025 ISBN 978-4-08-884411-4    | —                                                                                           |
| 26 | Capitoli (traduzioni letterali dei titoli) - 224. Buona fortuna (ご武運を?, Guddo Rakku) - 225. Voglio sapere (知りたい?, Shiritai) - 226. Apocalisse (黙示録?, Apokaripusu) - 227. Io sono per l'uno o l'altro! (アタシはどっちも!?, Atashi wa dotchi mo!) - 228. La forza è questione di... (武とは?, Bu to wa) - 229. Re-Return (Re-Return?) - 230. Undead Unjustice (不死不正義?, Fushi fuseigi) - 231. (Re member?) - 232. (Assault?) |                                         |                                                                                             |
| 27 | 「死と運」 - Deddorakku | 4 aprile 2025 ISBN 978-4-08-884412-1    | —                                                                                           |
| 27 | Capitoli (traduzioni letterali dei titoli) - 233. (Easter Egg?) - 234. (know all along?) - 235. (人の理?, Hito no Rūru) - 236. (心?, Kokoro) - 237. (Game Cleared?) - 238. (01?) - 239. (死と運?, Deddorakku) |                                         |                                                                                             |

### Anime

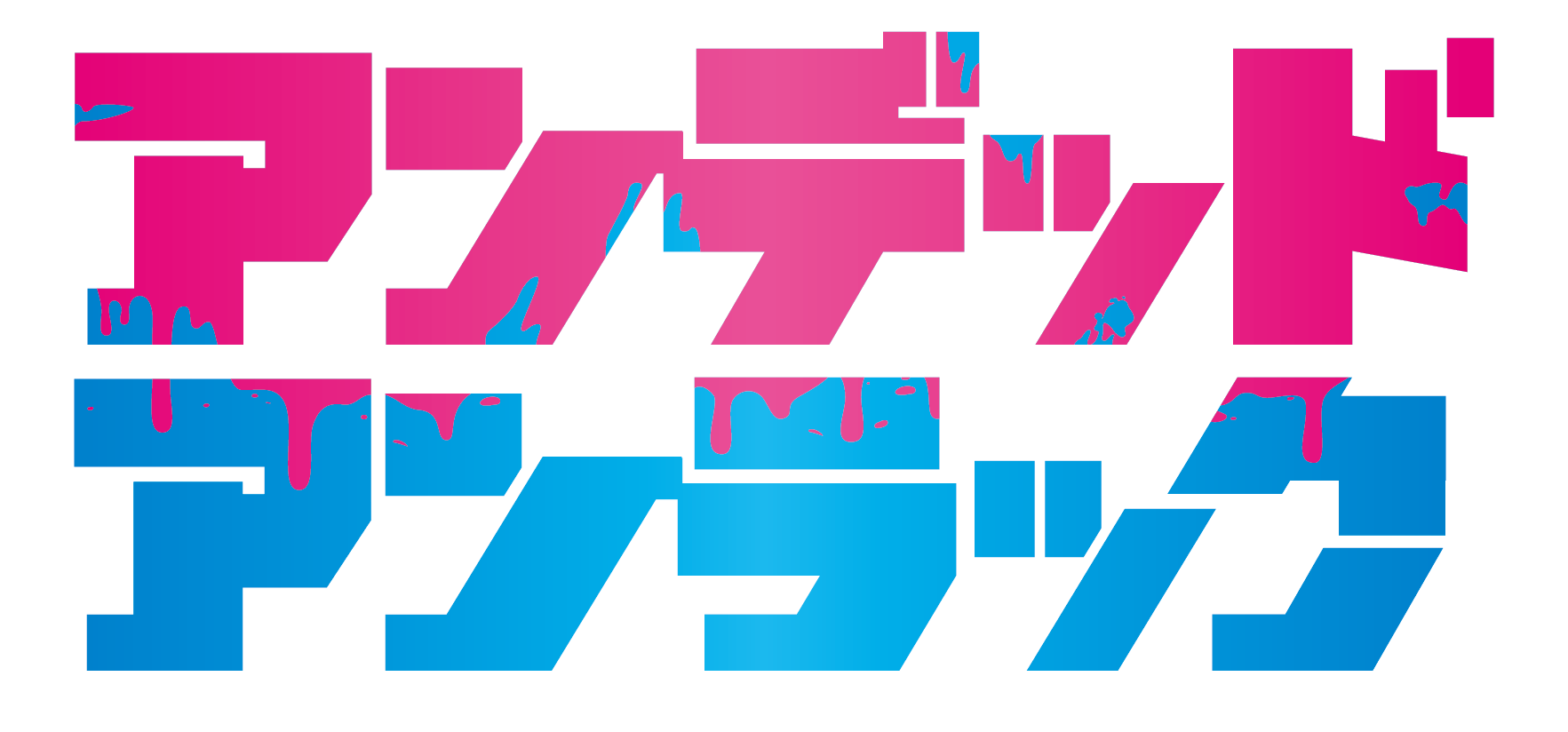
Logo della serie

Il 28 agosto 2022 è stato annunciato un adattamento anime che viene prodotto da TMS Entertainment e animato David Production. La serie è diretta da Yuki Yase e vede il character design di Hideyuki Morioka e la colonna sonora composta da Kenichiro Suehiro. La serie è stata trasmessa dal 6 ottobre 2023 al 22 marzo 2024 nel contenitore Animeism su MBS e TBS ed è divisa in due parti. La sigla d'apertura è 01 del gruppo Queen Bee mentre quella di chiusura è Know Me... di Kairi Yagi. In Italia la serie è stata pubblicata in versione sottotitolata su Disney+ dal 13 dicembre 2023 al 26 giugno 2024.
Nel luglio 2024 è stato annunciato che uno speciale sequel dell'anime della durata di un'ora andrà in onda del quarto trimestre del 2025.

#### Episodi
| Nº | Titolo italiano Giapponese 「Kanji」 - Rōmaji                                         | In onda          | In onda |
| Nº | Titolo italiano Giapponese 「Kanji」 - Rōmaji                                         | Giapponese       |         |
| 1  | Sfortuna e immortalità 「不死と不運」 - Fushi to Fūn                                  | 6 ottobre 2023   |         |
| 2  | UNION                                                                                 | 13 ottobre 2023  |         |
| 3  | Come usare la mia sfortuna 「私の不運の使い方」 - Watashi no Fuun no Tsukaikata       | 20 ottobre 2023  |         |
| 4  | Ti piace come cambio? 「変わる私は好きですか？」 - Kawaru Watashi wa Sukidesu ka?     | 27 ottobre 2023  |         |
| 5  | Uniti noi neghiamo 「我々は否定する」 - Wareware wa Hitei Suru                        | 3 novembre 2023  |         |
| 6  | Spoil                                                                                 | 11 novembre 2023 |         |
| 7  | Dream                                                                                 | 17 novembre 2023 |         |
| 8  | Vichtor                                                                               | 24 novembre 2023 |         |
| 9  | Return                                                                                | 1 dicembre 2023  |         |
| 10 | Result                                                                                | 8 dicembre 2023  |         |
| 11 | Rio de janeiro                                                                        | 15 dicembre 2023 |         |
| 12 | Activate                                                                              | 22 dicembre 2023 |         |
| 13 | Tatiana                                                                               | 5 gennaio 2024   |         |
| 14 | Crimson Bullet 「紅蓮弾」 - Kurimuzon Baretto                                         | 12 gennaio 2024  |         |
| 15 | Under                                                                                 | 19 gennaio 2024  |         |
| 16 | Revolution                                                                            | 26 gennaio 2024  |         |
| 17 | Outsmart                                                                              | 2 febbraio 2024  |         |
| 18 | Cry for the Moon                                                                      | 9 febbraio 2024  |         |
| 19 | Undead + Unluck 「あんでっど+あんらっく」 - Andeddo + Anrakku                         | 16 febbraio 2024 |         |
| 20 | Anno Un 「安野雲」                                                                    | 23 febbraio 2024 |         |
| 21 | Memento Mori                                                                          | 1º marzo 2024    |         |
| 22 | Profile                                                                               | 8 marzo 2024     |         |
| 23 | Una storia che non posso predire 「ボクの知らない物語」 - Boku no Shiranai Monogatari | 15 marzo 2024    |         |
| 24 | A me, da te 「君に伝われ」 - "Kimi ni Tsutaware"                                      | 22 marzo 2024    |         |

## Accoglienza
Nel 2020, Undead Unluck ha vinto il 6° Tsugi ni Kuru Manga Taishō Award, piazzandosi al 1º posto su 50 candidati con 31.685 voti. Il manga si è classificato quattordicesimo nella guida Kono manga ga sugoi! di Takarajimasha nell'elenco dei migliori manga del 2021 per lettori di sesso maschile.